# Orlando Zapata
Orlando Zapata Tamayo (ur. 15 maja 1967 w Santiago de Cuba, zm. 23 lutego 2010 w Hawanie) – kubański działacz polityczny, dysydent i więzień polityczny reżimu Raula Castro. 
Był hydraulikiem. Należał do Ruchu Alternatywa Republikańska i do Krajowej Rady Oporu Obywatelskiego.
Został aresztowany w 2003 roku w ramach kampanii komunistów przeciwko opozycji politycznej.
W grudniu 2009 r. Zapata rozpoczął głodówkę w więzieniu w Camaguey, żądając poprawy warunków w więzieniu. Zmarł  po 85 dniach strajku głodowego. Był to pierwszy od 40 lat przypadek, gdy na Kubie umarł na skutek głodówki opozycjonista.
Był uznawany przez Amnesty International za więźnia sumienia.